# Wilczekův ostrov
Wilczekův ostrov (rusky Остров Вильчека) je arktický ostrov v jižní části souostroví Země Františka Josefa v Severním ledovém oceánu. Pojmenován byl po hraběti Johannu Nepomuku Wilczekovi. V souostroví je po něm pojmenován také mnohem větší ostrov Wilczekova země. S délkou 10 km patří Wilczekův ostrov mezi menší ostrovy v souostroví. Od většího Salmova ostrova na východě je oddělen 3 km širokým průlivem. Na východním mysu se nachází kolonie alkounů malých.
Byl prvním ostrovem v Zemi Františka Josefa, který 1. listopadu 1873 objevila rakousko-uherská severopolární expedice. Jeden z účastníků výpravy, strojník Ota Kříž, který zemřel během dvouletého pobytu na lodi zamrzlé v moři nedaleko ostrova, byl pohřben ve skalní puklině na pobřeží. Expedice zde také zanechala v hermeticky uzavřené lahvi zprávu o objevu souostroví. V roce 1991 k ostrovu připlula loď Dagmar Aaen německého cestovatele Arveda Fuchse. Její posádka na pobřeží vykopala lahve zanechané rakousko-uherskou expedicí, ale text zprávy se jí přečíst nepodařilo. Zpráva byla rozluštěna až v laboratořích německého Spolkového kriminálního úřadu, který potvrdil, že jde o vzkaz zanechaný Juliem Payerem a Carlem Weyprechtem. Poté byla vystavena v námořním muzeu v Bremerhavenu.

## Lamontův ostrov
- Asi 12 km jižně od Wilczekova ostrova se nachází malý Lamontův ostrov (остров Ламон), který měří v průměru pouze 1,3 km. Byl pojmenován po skotském arktickém průzkumníkovi Jamesi Lamontovi. Lamontův ostrov je nejjižnějším ostrovem celého souostroví.